# Schistura fasciolata
Schistura fasciolata е вид лъчеперка от семейство Nemacheilidae.

## Разпространение и местообитание
Видът е разпространен във Виетнам, Китай (Гуандун, Гуанси, Хайнан и Юннан) и Хонконг.
Обитава сладководни и полусолени басейни, реки и потоци.

## Описание
На дължина достигат до 12 cm.